# Cana
Cana – jednostka osadnicza w Stanach Zjednoczonych, w stanie Wirginia, w hrabstwie Carroll.